# Partagás (puro dominicano)

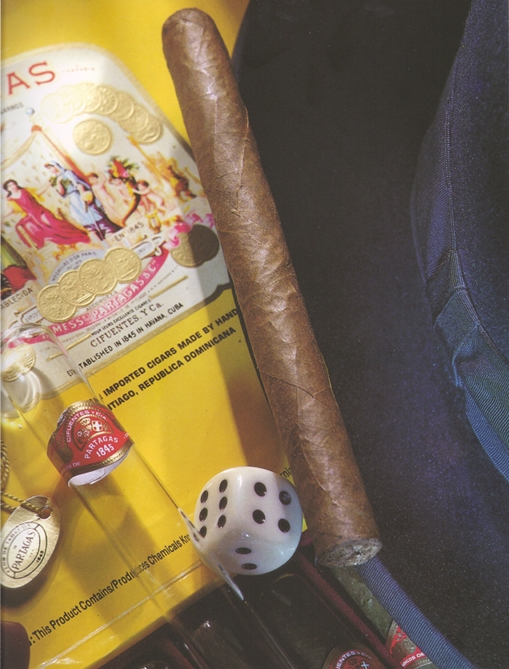
Puro Partagás Dominicano.

Partagás es, junto a Macanudo, una de las marcas de puros más famosas vendidas por la compañía tabacalera americana General Cigar. Hoy en día se producen más de ocho millones de cigarros Partagás cada año. La General Cigar compró en 1975 a esta prestigiosa marca cubana (empezada en 1845) cuyo propietario por aquel entonces era Ramón Cifuentes. La familia Cifuentes controlaba Partagás desde el 1900. Exiliados de Cuba tras la revolución cubana, Ramón Cifuentes y su familia dieron por perdida cualquier posibilidad de recuperar jamás sus posesiones en La Habana, razón por la cual establecieron de la mano de la General Cigar, la producción de puros Partagás en la República Dominicana junto con otros seis nombres de marcas originales cubanas, de las que General Cigar posee los derechos para su comercialización en el mercado americano (Estados Unidos). Se trata de Ramón Allanes, Cifuentes, Cohiba, La Flor de Cano y Bolívar.

## Historia
Ramón Cifuentes abandonó Cuba en 1961, dos años después de la Revolución, y la fábrica Partagás fue nacionalizada. En 1974 Ramón vendió una parte de los derechos de la marca Partagás en Estados Unidos a la General Cigar Company, y bajo su supervisión se fabricaron puros Partagás no cubanos en Jamaica. La fábrica se reubicó en la República Dominicana en 1979. Inicialmente, los puros destacaron por la utilización de capa Camerún, que todavía se usa en las líneas Partagás, Serie S y Limited Reserve. Más recientemente, la preferencia por los puros de sabor más fuerte ha llevado a la marca a utilizar capas hondureñas y mezclas de tripa de sabor más marcado en sus series Spanish Rosado y Partagás Cifuentes (nombre en recuerdo de Ramón, fallecido en 2000). La línea Black Label utiliza capa Connecticut.

## Sabores
Los Partagás dominicanos son unos puros con mucho cuerpo y con unas bellas capas oscuras que provienen de hojas del Camerún. La tripa o relleno es mexicano y dominicano, y los tirulos (hojas interiores) son de México. Además de las series estándar que incluyen, entre otros, los Partagás N°10, los Aristocrat y los Purito, recientemente se han añadido los Partagás Limited Reserve, unos puros de producción limitada, como indica su nombre, con sólo cinco mil puros producidos en los mejores años. El Royale, el Regale, el Robusto y el Epicure son modelos irreprochables, excepto quizá por el precio, bastante más costoso que el de las series estándar. En homenaje a Ramón Cifuentes, la General Cigar ha lanzado recientemente una nueva marca llamada Cifuentes de Partagás, que se fabrica en Honduras.

## Puros y Vitolas de Partagás

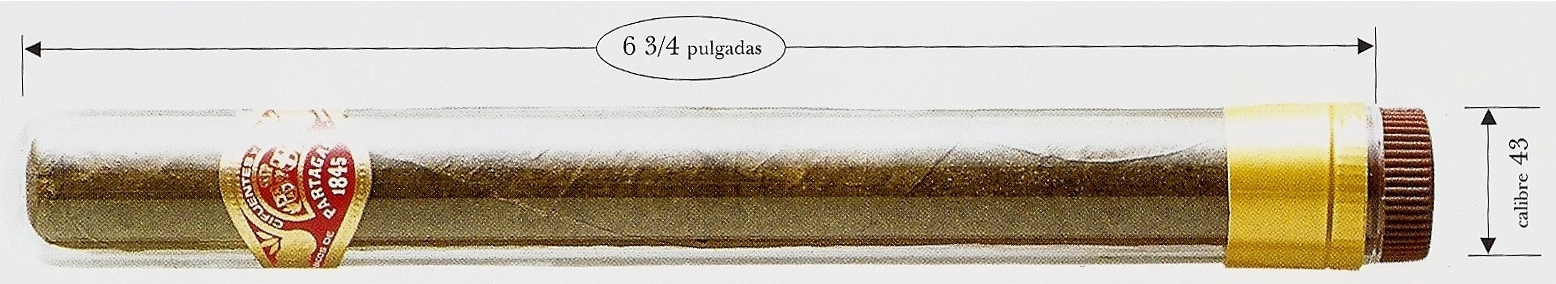
Puro Partagás Humitude Dominicano : «La tradición y la excelencia son el sello distintivo de este puro. Aunque el legado del Habano con este mismo nombre no ha sido enteramente preservado por los dominicanos, a esta línea de unos diez formatos diferentes no le falta carácter. La tripa o relleno se elabora con una mezcla de tabacos de México y de la República Dominicana; el tirulo, la hoja interior del cigarro, es mexicano, y la capa proviene de hojas del Camerún. Estos puros tienen un sabor terroso y a madera que no es tan pronunciado como el del Habano del mismo nombre. Este lonsdale se beneficia de las propiedades preservativas del tubo en el que es vendido. Se trata de uno de los cigarros más suaves Y sutiles del mercado.» Aurelio Pastor.

| PARTAGÁS (REPÚBLICA DOMINICANA) | PARTAGÁS (REPÚBLICA DOMINICANA) | PARTAGÁS (REPÚBLICA DOMINICANA) | PARTAGÁS (REPÚBLICA DOMINICANA) |
| Nombre                          | Longitud                        | Calibre                         | Vitola                          |
| ------------------------------- | ------------------------------- | ------------------------------- | ------------------------------- |
| Robusto                         | 114 mm                          | 49                              | Robusto                         |
| N°. 4                           | 127 mm                          | 38                              | Panetela Corta                  |
| Naturales                       | 140 mm                          | 50                              | Robusto                         |
| N°. 2                           | 146 mm                          | 43                              | Corona                          |
| Sabroso                         | 149 mm                          | 44                              | Corona Larga                    |
| Aristocrat                      | 152 mm                          | 50                              | Belicoso                        |
| Fabuloso                        | 178 mm                          | 52                              | Doble Corona                    |
| N°. 9                           | 216 mm                          | 47                              | Gigante                         |
|                                 |                                 |                                 |                                 |